# Кокошка
Кокошка, кокош или домаћа кокош (лат. Gallus gallus domesticus) је подврста птице која се често гаји као живина. Сматра се да је пореклом из југоисточне Азије, и да је еволуирала од дивљих подврста врсте Gallus gallus. Ова птица је најраспрострањенија на земљи, са тоталном популацијом од преко 19 милијарди по процени из 2011. године. Људи узгајају кокошке првенствено као извор хране, конзумирајући њихово месо и јаја.
Генетске студије указују на вишеструко материнско порекло у југоисточној Азији, источној Азији, и јужној Азији, док клада присутна у Америкама, Европи, Блиском истоку и Африци води порекло са Индијског потконтинента. Из Индије, доместиковане кокошке су увезене у Лидију у западној Малој Азији, и у Грчку до петог века п. н. е. Кокошке су биле познате у Египту од средине 15. века п. н. е, при чему је „птица која даје живот сваког дана“ пренета у Египат из области између Сирије и Сенара, Вавилонија, судећи по аналима Тутмеса III.

## Особине
Некада је кокошка летела као и остале птице, али је, мало по мало, изгубила ту навику. Крила су јој се заоблила и скратила, а тело постало тромије. Живи и креће се на земљи и зато има крупне и снажне ноге са широко растављеним прстима како би што боље приањали уз тло. На прстима има јаке, закривљене канџе. Кокошка може дуго стајати на грани, а да се притом не умори. Чак и кад заспи у таквом положају, никад неће пасти, јер што се јаче ослања, то се прсти чвршће стежу око упоришта. Мужјаци се називају петлови, имају врло развијену остругу, нешто као прст у облику канџе, и смештена је при средини сваке ноге. Њима се служе као оружјем за напад и одбрану приликом сурових борби које петлови воде један против другог.
Кокошке могу да живе пет до десет година, у зависности од расе. Најстарија кокошка на свету је била кокош која је умрла од затајења срца у својој 16. години према подацима Гинисове књиге рекорда.

## Исхрана
Кокош се храни првенствено житарицама као што су пшеница, кукуруз и различитим семеном. Чепркајући по земљи налазе разне црвиће, гусенице и инсекте које веома радо једу, као и лишће салате или зеља. Својим савијеним кљуном откидају лишће и грабе семе гутајући их целе. У органима за варење има три проширења од којих су два веома важна, а то су вољка и мишићни желудац. У вољки се храна смекшава помоћу посебних каменчића, гастролита. Желудац храну вари и дроби помоћу песка и ситних каменчића које кокош гута заједно са храном.

## Размножавање
Мужјак кокошке се назива петао, а младунче је пиле. 
Петлови су крупнији од кокошака и препознатљиви су по црвеној крести на врху главе. Полигамни су и обично се држе са више кокошака. Оглашавају се се кукурикањем.
Пиле се излеже из јајета. У домаћинствима, квочка 21 дан лежи на јајима, којих сваки пут буде петнаестак. Кад пиле треба да се излегне, оно разбије кору јајета, покреће ножице и крилашца и подигне главу. Ови му покрети помажу да се извуче из јајета. Паперје којим је покривено је влажно и пиле нема снаге да стане на ноге. Али убрзо се на ваздуху у загрејаној просторији паперје осуши, а ножице очврсну. Кокошка која живи на отвореном води пилиће у потрагу за храном, брижљиво их пази, и ако им устреба заштита, покрива их својим крилима. Пилићи брзо расту. После пет недеља почиње да им расте перје, а са пет месеци су сасвим одрасли.

## Станиште
Кокошке обично живе у двориштима пољопривредних газдинстава, а увече се склањају у кокошињац. Али постоје и системи масовног узгоја, велике живинарске фарме које омогућују већу производњу јаја и добијање веће количине меса. Кокошке су затворене у посебну преграду или кавез који су смештени један поред другог, а више таквих редова постављени су један изнад другог, како би заузимали мање простора. Кавези су снабдевени храном и водом и смештени су у огромним халама. Овде се коке хране посебним мешавинама које се састоје од брашна, разног семена, делова поврћа и кланичног отпада. Квочке замењују инкубатори, машине које развијају одговарајућу топлоту помоћу које се може одједном излећи више хиљада пилића.

## Врсте
Данас постоји већи број раса кокошака и у принципу се деле на расе за месо и расе за јаја. Расе за месо су обично теже и дају мањи број јаја током године, док су расе за јаја лакше и дају чак и до око 270 јаја годишње. Најважније комерцијалне расе су Лонгајланд, Орпингтон, Легхорн, Маран и друге.

## У историји
Претпоставља се да је до ране доместикације кокошки дошло у југоисточној Азији, пошто је назив за домаћу кокошку (*manuk) део реконструисаног прото-аустронезијског језика. Кокошке, заједно са псима и свињама, су биле домаће животиње лапитанске културе, прве неолитске културе Океаније.
Прве слике кокошки у Европи су нађене на коринтској грнчарији из 7. века п. н. е. Песник Кратин (средина 5. века п. н. е, према каснијем грчком аутору Афинеју) назива кокошке „персијским алармом”. У Аристофановој комедији Птице (414. п. н. е.) кокошке се називају „међанском птицом”, што указује на порекло њене доместикације на истоку. Слике кокошки су нађени на грчкој грчанији црвених и црних фигура.
У античкој Грчкој, кокошке су биле ретке, те су биле веома престижна храна за симпозије. Постоје индикације да је Делос био центар узгоја кокошки.
Римљани су користили кокошке за пророчанства, кад лете („ex avibus”, гатање) и кад једу („auspicium ex tripudiis”, алектриомантија). Кокошка („gallina”) би дала повољан знак („auspicium ratum”), када би се појавила са леве стране (Cic., de Div. ii.26), попут врана и сове.
Према пророку „ex tripudiis” према Цицерону (Cic. de Div. ii.34), било која птица се могла користити у гатању, и он је показао у једном тренутку да свака птица може да изведе tripudium али нормално једино кокошке („pulli”) су консултоване. О кокошкама су се бринули пуларијуси. Они би отварали кавез и хранили их махунама или специјалном врстом меког колача кад су биле потребне гатачу. Ако би кокошке остале у њиховом кавезу, правиле буку („occinerent”), лупале својим крилима или одлетеле, знак се сматрао лошим; ако би похлепно јеле, знак је био добар.
Године 249. п. н. е, римски генерал Публије Клаудије Пулхер је своје „свете кокошке” бацио у море када су одбиле да једу пре битке код Дрепане, говорећи „ако оне не желе да једу, можда ће пити”. Он је непосредно након тога изгубио битку против Картагињана и 93 римска брода су потопљена. По повратку у Рим, њему је суђено за безбожност и тешко је кажњен.
Године 162. п. н. е, Лекс Фаунија је забранио тов кокошки ради конзервације житаричних резерви. Да би превазишла забрана, Римљани су кастрирали петлове (капон), што је довело до удвостручивања њихове величине упркос закона који је био усвојен у Риму и којим се забрањивало конзумирање товљених пилића. Закон је обнављан неколико пута, али изгледа да није био успешан. Товљење кокошки са хлебом натопљеним у млеку се сматрало да даје посебно укусне резултате. Римски гурман Апицијус нуди 17 рецепата са пилетином, углавном куваном и сервираном са сосом. Сви делови животиња су коришћени: рецепти обухватају желудац, јетру, тестисs, па чаки масни „реп” кокошке на коме је репно перје учвршћено.
Римски аутор Колумела даје савете о узгоју кокошки у осмој књизи свог трактата, De Re Rustica (О пољопривреди). Он је идентификовао танагријанске, родоске, халкидске и медијске (или мелијанске) расе, које имају импресиван изглед, преку нарав и које су Грци користили за борбе петлова (De Re Rustica 8.3.4). За узгој живине, преферентно су коришћене домаће (римске) кокошке, или хибриди између домаћих кокошки и грчких петлова (De Re Rustica 8.2.13). Патуљасте кокошке су пријатне за посматрање због њихове величине, али осим тога немају других предности.
Према Колумели (De Re Rustica 8.2.7), идеално јато се састоји од око 200 птица, које може да надзире једна особа, ако неко други тражи одлутале животиње. Он наводи да беле кокошке треба избегавати, јер нису врло плодне и лако их могу ухватити орлови или јастреби. Један се петао може држати на пет кокошки. У случају родоских и медијских петлова који су веома тешки и стога нису наклоњени парењу, на сваке три кокошке је потребан један петао. Кокошке тешке живине нису посебно склоне лежању на јајима; стога је њихова јаја најбоље излегати помоћу нормалних кокошки. Једна квочка може да излежи 15-23 јаја, у зависности од доба године, и да надгледа до 30 пилића. Јаја која су дуга и шиљата углавном дају мужјаке, док заобљена јаја углавном дају женке (De Re Rustica 8.5.11).
Колумела такође наводи да кокошињци треба да гледају на југоисток и да буду смештени поред кухиње, пошто је дим добар за животиње и „живина никада не успева тако добро као у топлоти и диму” (De Re Rustica 8.3.1). Кокошињци треба да се састоје од три просторије и треба да садрже огњиште. Сува прашина и пепео треба да буду доступни за суво купање.
Према Колумели (De Re Rustica 8.4.1), кокошке треба хранити јечменим гризом, ситном лелебијом, просом и пшеничним мекињама. Саму пшеницу треба избегавати јер је штетна за птице. Барена ражана трава (Lolium sp.) и лишће и семе луцерке (Medicago sativa L.) се исто тако може користити. Грожђана џибра се може користити али само кад кокошке престану да носе јаја, што је након средине новембра; иначе су јаја мала и мало их има. Кад се живина храни грожђаном џибром, храна треба да буде допуњена мекињама. Кокошке почињу да носе јаја након зимске краткодневнице, у топлим местима око првог јануара, док у хладним областима средином фебруара. Делимично кувани јечам повећава њихову плодност; он треба да буде помешан са лишћем и семеном луцерке, или грахорицом или просом ако луцерка није доступна. Кокошке које се слободно крећу треба да добију две шоље јечма дневно.
Колумела саветује узгајиваче да кољу кокошке које су старије од три године, пошто оне више не производе довољно јаја.
Прама Алдрованди: Капони се праве тако што се спали „део птичијих изнутрица” са топлим гвожђем. Ране се третирају са лончарском кредом.
Кокошке су ширили полинезијски морепловци и доспеле су на Ускршње острво у 12. веку, где су оне биле једина домаћа животиња, са могућим изузетком полинезијског пацова (Rattus exulans). Оне су држане у веома чврстим кокошињцима израђеним од камена, које је први описао Линтон Палмер 1868. године, који је исто тако „изразио своје сумње у то”.

## Као храна
Кокошије месо, које се такође назива „пилетина”, је тип живинског меса. Због њене релативно ниске цене, пилетина је један од највише коришћених типова меса на свету. Скоро сви делови птице се могу користити за храну, и месо се може припремити на много различитих начина. Популарна јела са пилетином обухватају печену пилетину, пржену пилетину, кокошију супу, буфало крилца, тандури пилетину, бутерну пилетину, и пилећи пиринач. Пилетина је исто тако основни састојак хране многих ресторана брзе хране.

### Јаја
Године 2000, произведено је око 50,4 милиона тона јаја у свету (Executive guide to world poultry trends, 2001) и процењује се да је 53,4 милиона тона јаја произведено током 2002. Године 2009, је према проценама произведено 62,1 милиона метричких тона јаја у свету при чему је коришћено око 6,4 милијарди кокошака носиља.
Кокошија јаја су у широкој употреби у многим типовима јела, слатких и киселих, укључујући многе печене производе. Јаја се могу пећи излупана или цела, кувати, мекано-кувати, киселити, и поширати. Албумен, или беланце, садржи протеин са мало или без масти, и може се засебно користити при кувању од жуманцета. Беланца могу да буду прозрачена или излупана до беле, пенасте конзистенције и често се користе у десертима као што су колачи и шлагови. Самлевене љуске јаја се понекад користе као прехрамбени адитиви ради повећања садржаја калцијума. Кокошкама нису потребни мужјаци да би легле јаја, већ само да би она била оплођена. Јато које се састоји само од женки ће још увек производити јаја; међутим, сва јаја ће бити јалова (неоплођена).